# Liljana Kostova
Liljana Kostova Ivanova (in bulgaro Лиляна Костова Иванова?) (15 marzo 1988) è un'ex calciatrice bulgara, di ruolo attaccante.
Nella sua lunga carriera ha disputato vari campionati femminili europei, conquistando numerosi trofei, giocando dopo il debutto in patria anche in Russia, Cipro, Bulgaria, Polonia,  Italia e Ungheria, chiudendola nel 2022 con le polacche del Czarni Sosnowiec.

## Carriera

### Club
Dopo aver giocato nel campionato femminile nel suo paese d'origine, dove vestendo la maglia del LP Super Sport Sofia vince un campionato tre Coppe di Bulgaria e fa il suo esordio in UEFA Women's Cup, Liliana Kostova ha l'occasione di giocare all'estero, nel campionato russo, con il Chimki nel 2007 e col Nadežda Noginsk la stagione successiva.
Con la dissoluzione della squadra di Noginsk Kostova lascia la Russia ritornando in patria, sottoscrivendo un accordo per disputare la seconda parte della stagione 2008-2009 con la sua vecchia squadra, l'LP Super sport di Sofia.
Nell'estate 2009 decide di trasferirsi nuovamente all'estero, aggregandosi all'Apollōn Lemesou, società cipriota con sede a Limassol che al suo secondo anno dall'istituzione si è laureata campione di Cipro e che grazie ai risultati ottenuti rappresenterà la propria nazione alla UEFA Women's Champions League. Dopo cinque stagioni, dove la squadra si conferma leader incontrastata di campionato e Coppa conquistando entrambe al termine di ogni stagione, Kostova si trasferisce, sempre a Cipro, al Anorthōsis di Famagosta, dove nel corso della stagione 2014-2015 è vittima di un grave infortunio decidendo di ritornare in patria accordandosi per la prima parte della stagione 2015-2016 con lo Sportika di Blagoevgrad.
Dal febbraio 2016 sottoscrive un contratto con il Medyk Konin per giocare in Ekstraliga Kobiet, il livello di vertice del campionato polacco, arrivando a stagione inoltrata ma contribuendo alla conquista del primo posto in classifica e della coppa di lega. Ha giocato in Polonia col Medyk Konin per due stagioni (2015-2016 e 2016-2017), vincendo due campionati e due Coppe di Polonia, al termine delle quali aveva deciso di ritirarsi dal calcio giocato. Ha poi ricevuto dall'AGSM Verona la proposta di vestire la maglia gialloblu delle veronesi, accettandola e tornando sui suoi passi, così dal 1º gennaio 2018 è diventata una calciatrice dell'AGSM Verona, arrivando a disputare per la prima volta il campionato di Serie A. Rimane alla società veronese fino al termine della stagione 2017-2018 rivelandosi un acquisto decisivo per la salvezza della squadra; nei 10 incontri giocati in campionato, il primo il 13 gennaio 2018 alla 10ª giornata pareggio in casa 2-2 con il Sassuolo, segna infatti 5 reti, le doppiette che permettono di battere 2-1 la Fiorentina in trasferta alla 12ª giornata e aprire le marcature nel 4-2 casalingo con il San Zaccaria, più il rigore che al 66' nella trasferta con l'Empoli porta il parziale sul 3-1, incontro poi terminato 5-1. La prestazione, che la rende la seconda migliore marcatrice della squadra dopo la greca Sofia Kongoulī, le permette di festeggiare con le compagne la salvezza.
Durante il calciomercato estivo 2018 si trasferisce alla Fiorentina.

## Palmarès

### Club
- Campionato polacco: 2

Medyk Konin: 2015-2016, 2016-2017
- Campionato cipriota: 5

Apollōn Lemesou: 2009-2010, 2010-2011, 2011-2012, 2012-2013, 2013-2014
- Campionato bulgaro femminile: 1

LP Super sport: 2003-2004
- Coppa di Polonia femminile: 1

Medyk Konin: 2015-2016, 2016-2017
- Coppa di Cipro femminile: 5

Apollōn Lemesou: 2009-2010, 2010-2011, 2011-2012, 2012-2013, 2013-2014
- Coppa di Bulgaria femminile: 3

LP Super sport: 2002-2003, 2004-2005, 2005-2006
- Supercoppa cipriota femminile: 5

Apollōn Lemesou: 2009, 2010, 2011, 2013, 2014
- Supercoppa italiana: 1

Fiorentina: 2018